# Oxytropis kossinskyi
Oxytropis kossinskyi är en ärtväxtart som beskrevs av Boris Fedtjenko och Nina Alexandrovna Basilevskaja. Oxytropis kossinskyi ingår i släktet klovedlar, och familjen ärtväxter. Inga underarter finns listade i Catalogue of Life.